# قائمة قرارات الأمم المتحدة المتعلقة بلبنان

## قائمة قرارات الأمم المتحدة المتعلقة بلبنان
| رقم القرار                                   | التاريخ         | الموضوع                           | ملخص القرار |
| -------------------------------------------- | --------------- | --------------------------------- | --- |
| قرار مجلس الأمن التابع للأمم المتحدة رقم 50  | مايو 29, 1948   | القضية الفلسطينية                 | اعتمد قرار مجلس الأمن الدولي رقم 50 في 29 مايو 1948، حيث دعا جميع الحكومات والسلطات المعنية بالصراع في فلسطين أن يأمروا وقف جميع أعمال القوة المسلحة لأربعة أسابيع، والامتناع عن إدخال أي أفراد للقتال في فلسطين، مصر، العراق، لبنان، المملكة العربية السعودية، سوريا، شرق الأردن أو اليمن خلال وقف إطلاق النار، والامتناع عن استيراد أو تصدير المواد الحربية من أو إلى فلسطين، مصر، العراق، لبنان، المملكة العربية السعودية، سوريا، شرق الأردن أو اليمن خلال وقف إطلاق النار.[1] وحث القرار أيضا جميع الحكومات والسلطات للقيام بكل ما في وسعها ضمان سلامة "الأماكن المقدسة" في المنطقة، فضلا عن مدينة القدس، وضمان حرية الوصول إليها. تعليمات إلى "وسيط الأمم المتحدة" في فلسطين إجراء اتصالات مع جميع الأطراف المعنية لمراقبة تنفيذ الهدنة كما سيكون من الضروري لتحقيق هذه الغاية عرض ذلك عليه من المراقبين العسكريين. القرار قرر أنه إذا كانت الشروط المحددة فيه والسابقة قد انتهكت قرارات المجلس بإعادة النظر في هذه المسألة بغية اتخاذ إجراءات بموجب الفصل السابع من ميثاق الأمم المتحدة.                                    |
| قرار مجلس الأمن التابع للأمم المتحدة رقم 72  | أغسطس 11, 1949  | القضية الفلسطينية                 | بعد تلقي تقرير من وسيط الأمم المتحدة بالإنابة في فلسطين حول استكمال مسؤولياته، قررت الأمم المتحدة تكريم الراحل الكونت فولك برنادوت، القائم بأعمال الوسيط آنذاك الدكتور رالف ج. بانش والضباط البلجيكيين والفرنسيين والسويديين والأمريكيين الذين خدموا في هيئة الأركان وكمراقبين عسكريين في فلسطين. |
| قرار مجلس الأمن التابع للأمم المتحدة رقم 128 | يونيو 11, 1958  | شكوى من لبنان                     | قرار مجلس الأمن التابع للأمم المتحدة رقم 128 اعتمد في 11 يونيو 1958.[1] بعد الاستماع إلى اتهامات من الممثل الدائم للبنان فيما يتعلق بالتدخل من جانب الجمهورية العربية المتحدة في الشؤون الداخلية للبنان، قرر المجلس إرسال فريق مراقبة إلى لبنان لضمان عدم حصول أي تسلل غير قانوني للأفراد، توريد الأسلحة أو الأعتدة الأخرى عبر الحدود اللبنانية. أذن المجلس للأمين العام اتخاذ الخطوات اللازمة لتحقيق تلك الغاية وطلب من مجموعة المراقبة إبقائهم على علم من خلال الأمين العام. |
| قرار مجلس الأمن التابع للأمم المتحدة رقم 129 | أغسطس 7, 1958   | شكوى من لبنان                     | دعا إلى عقد جلسة استثنائية طارئة للجمعية العامة. وينص القرار على أن ذلك كان نتيجة لعدم إجماع أعضائه الدائمين في اجتماعي المجلس 834 و 837 اللذين منعاهما من ممارسة مسؤوليته الأساسية عن صون السلم والأمن الدوليين |
| قرار مجلس الأمن التابع للأمم المتحدة رقم 262 | ديسمبر 31, 1968 | الوضع في الشرق الأوسط             | قرار مجلس الأمن التابع للأمم المتحدة رقم 262 اعتمد بالاجماع في 31 ديسمبر 1968.[1] وبعد الاستماع إلى بيانات من إسرائيل و‌لبنان، أدان المجلس إسرائيل لعملها العسكريالمتعمد انتهاكًا لالتزامها بموجب الميثاق وقرارات وقف إطلاق النار. وأصدر تحذيرًا رسميًا إلى إسرائيل بأنه إذا تكرر وقوع حادثة، سيتعين على المجلس أن ينظر في اتخاذ مزيد من الخطوات لانفاذ قراراته ويعتبر أن لبنان قد عانى وأن المسؤولية تقع على عاتق إسرائيل. |
| قرار مجلس الأمن التابع للأمم المتحدة رقم 270 | أغسطس 26, 1969  | الوضع في الشرق الأوسط             | قرار مجلس الأمن التابع للأمم المتحدة رقم 270، الذي اعتمد في 26 أغسطس 1969، بعد الهجوم الجوي الذي شنته إسرائيل على جنوب لبنان، أدان المجلس إسرائيل وأعرب عن أسفه لجميع الحوادث التي تنتهك وقف إطلاق النار واتساع منطقة القتال.[1] وأعلن المجلس أيضًا أنه لا يمكن التغاضي عن هذه الانتهاكات الخطيرة لوقف إطلاق النار وأنه يتعين على المجلس أن ينظر في اتخاذ مزيد من الخطوات الفعالة على النحو المتوخى في الميثاق. |
| قرار مجلس الأمن التابع للأمم المتحدة رقم 279 | مايو 12, 1970   | الوضع في الشرق الأوسط             | قرار مجلس الأمن التابع للأمم المتحدة رقم 279، الذي اعتمد بالإجماع في 12 مايو 1970، هو أقصر قرارات مجلس الأمن المعتمدة على الإطلاق بـ10 كلمات؛ نصه ببساطة "المطالبة بالانسحاب الفوري لجميع القوات المسلحة الإسرائيلية من الأراضي اللبنانية.[1]" |
| قرار مجلس الأمن التابع للأمم المتحدة رقم 280 | مايو 19, 1970   | الوضع في الشرق الأوسط             | قرار مجلس الأمن التابع للأمم المتحدة رقم 280، الصادر في 19 مايو 1970، بعد إعادة تأكيد قراراته السابقة بشأن هذا الموضوع، إدان إسرائيل لإجراءاتها العسكرية المتعمدة التي تنتهك التزاماتها بموجب الميثاق، وأعلن أن مثل هذه الهجمات المسلحة لم تعد ممكناً التسامح معها وأنه إذا أستمرت سيبحث المجلس اتخاذ خطوات مناسبة وفعالة وفقا للميثاق. كما استنكر المجلس الخسائر في الأرواح والأضرار التي لحقت بالممتلكات. جاء القرار في سياق المقاومة الفلسطينية في جنوب لبنان. اعتُمد القرار بأغلبية 11 صوتاً؛ وامتنعت كولومبيا ونيكاراغوا وسيراليون والولايات المتحدة. |
| قرار مجلس الأمن التابع للأمم المتحدة رقم 285 | سبتمبر 5, 1970  | الوضع في الشرق الأوسط             | قرار مجلس الأمن التابع للأمم المتحدة رقم 285 في 5 سبتمبر 1970، بـ 14 كلمة، فهو ثاني أقصر قرار لمجلس الأمن على الإطلاق (بعد القرار 279)؛ فهو يقرأ ببساطة «يطالب بالانسحاب الكامل والفوري لجميع القوات المسلحة الإسرائيلية من الأراضي اللبنانية». اعتمد القرار بأغلبية 14 صوتاً، بينما امتنعت الولايات المتحدة عن التصويت. جاء القرار في سياق المقاومة الفلسطينية في جنوب لبنان. |
| قرار مجلس الأمن التابع للأمم المتحدة رقم 313 | فبراير 28, 1972 | الوضع في الشرق الأوسط             | قرار مجلس الأمن التابع للأمم المتحدة رقم 313، الذي اعتمد في 28 فبراير 1972، طالب بأن تكف إسرائيل فورًا عن العمل البري والعسكري ضد لبنان وأن تسحب جميع قواتها العسكرية من الأراضي اللبنانية.[1] |
| قرار مجلس الأمن التابع للأمم المتحدة رقم 316 | يونيو 26, 1972  | الوضع في الشرق الأوسط             | قرار مجلس الأمن التابع للأمم المتحدة رقم 316، الصادر في 26 يونيو 1972، بعد إعادة تأكيد القرارات السابقة بشأن الموضوع، وأدان المجلس أعمال العنف الإسرائيلية المؤسفة ودعا إسرائيل إلى الالتزام بالقرارات السابقة والكف عن المزيد من انتهاك سيادة لبنان ووحدة أراضيه. وواصل القرار الإعراب عن الرغبة في الإفراج عن جميع الأفراد العسكريين اللبنانيين والسوريين الذين اختطفتهم إسرائيل في أقرب وقت ممكن، وأعلن أنه إذا لم تتخذ الخطوات المذكورة أعلاه، فإن المجلس سيجتمع مرة أخرى للنظر في اتخاذ مزيد من الإجراءات. تم تمرير القرار بأغلبية 13 صوتاً. امتنعت بنما والولايات المتحدة عن التصويت. جاء القرار في سياق المقاومة الفلسطينية في جنوب لبنان. |
| قرار مجلس الأمن التابع للأمم المتحدة رقم 317 | يوليو 21, 1972  | الوضع في الشرق الأوسط             | قرار مجلس الأمن الدولي رقم 317 لعام 1972 بتاريخ 21 يوليو حيث أعرب مجلس الأمن فيه عن أسفه لتخلف إسرائيل عن إعادة رجال الجيش والأمن السوريين واللبنانيينالمخطوفين ودعوتها إلى إعادتهم دون تأخير. |
| قرار مجلس الأمن التابع للأمم المتحدة رقم 332 | أبريل 21, 1973  | الوضع في الشرق الأوسط             | قرار مجلس الأمن التابع للأمم المتحدة رقم 332، الذي اعتمد في 21 أبريل 1973، بعد شكوى تقدم بها ممثل من لبنان، أعرب المجلس عن حزنه على الخسارة المأساوية في حياة المدنيين في أحدث هجوم عسكري من قبل إسرائيل.[1] أدان المجلس استمرار إسرائيل في انتهاك القانون الدولي ودعا إسرائيل إلى الكف فوراً. |
| قرار مجلس الأمن التابع للأمم المتحدة رقم 337 | أغسطس 15, 1973  | الاستيلاء على طائرة لبنانية       | قرار مجلس الأمن التابع للأمم المتحدة رقم 337، الذي اتخذ بالإجماع في 15 أغسطس 1973، أدان المجلس دولة إسرائيل لتحويل مسار شركة طيران لبنانية من المجال الجوي اللبناني والاستيلاء عليها بعد ذلك. واعتبر المجلس هذه الإجراءات انتهاكا لاتفاقات الهدنة لعام 1949 ذات الصلة، وقرار مجلس الأمن لعام 1967 لوقف إطلاق النار، وأحكام الميثاق، والاتفاقيات الدولية المتعلقة بالطيران المدني، ومبادئ القانون والأخلاق ذاتها. |
| قرار مجلس الأمن التابع للأمم المتحدة رقم 347 | أبريل 24, 1974  | الصراع الإسرائيلي اللبناني        | قرار مجلس الأمن التابع للأمم المتحدة رقم 347، الذي اعتمد في 24 أبريل 1974، والذي يقلقه أن اندلاع العنف مؤخرًا من جانب إسرائيل سيجلب الحرب إلى الشرق الأوسط، أدان انتهاك إسرائيل للسلامة الإقليمية للبنان ودعا إسرائيل مرة أخرى إلى الامتناع عن القيام بعمل عسكري آخر ضد لبنان.[1] ويمضي القرار إلى إدانة الخسائر في الأرواح المدنية ودعا إسرائيل إلى احترام القانون الدولي وإعادة المدنيين الذين اختطفتهم إلى لبنان. |
| قرار مجلس الأمن التابع للأمم المتحدة رقم 425 | مارس 19, 1978   | الصراع الإسرائيلي اللبناني        | قرار مجلس الأمن التابع للأمم المتحدة رقم 425 - يدعو إلى الاحترام التام لسلامة لبنان الإقليمية وسيادته واستقلاله السياسي ضمن حدوده المعترف بها دوليا؛ - ويناشد إسرائيل أن توقف فورا عملها العسكري ضد السلامة الإقليمية للبنان وأن تسحب على الفور قواتها من جميع الأراضي اللبنانية؛ - ويقرر، في ضوء طلب الحكومة اللبنانية، تشكيل قوة مؤقتة تابعة للامم المتحدة في الحال، تخضع لسيطرتها، لتعمل في جنوب لبنان بقصد التحقق من انسحاب القوات الإسرائيلية، وإعادة السلام والأمن الدوليين، ومساعدة حكومة لبنان على تأمين عودة سلطتها الفاعلة إلى المنطقة، على ان يتم تشكيل القوة الدولية من أفراد من دول أعضاء في الأمم المتحدة. - ويطلب المجلس من السكرتير العام أن يقدم تقريرا إلى المجلس خلال 24 ساعة حول تطبيق هذا القرار |
| قرار مجلس الأمن التابع للأمم المتحدة رقم 426 | مارس 19, 1978   | الصراع الإسرائيلي اللبناني        | قرار مجلس الأمن التابع للأمم المتحدة رقم 426، الصادر في 19 آذار / مارس 1978، والذي تمت كتابته في نفس اليوم الذي تمت فيه الموافقة على القرار 425، تمت الموافقة على تقرير الأمين العام حول تنفيذه، وأنشأ بدوره قوة الأمم المتحدة المؤقتة في لبنان لمدة 6 أشهر، ولمواصلة العمل بعد ذلك إذا قرر المجلس ذلك. اعتمد القرار بأغلبية 12 صوتاً؛ امتنعت تشيكوسلوفاكيا والاتحاد السوفيتي عن التصويت ولم تشارك جمهورية الصين الشعبية في التصويت. |
| قرار مجلس الأمن التابع للأمم المتحدة رقم 427 | مايو 3, 1978    | الصراع الإسرائيلي اللبناني        | قرار مجلس الأمن لتابع للأمم المتحدة رقم 427، الذي اعتمد في 3 مايو 1978، بعد النظر في رسالة الأمين العام، قرر المجلس زيادة قوام قوة الأمم المتحدة المؤقتة في لبنان(يونيفيل) من 4،000 إلى 6،000 جندي.[1] وبينما يلاحظ أن بعض القوات الإسرائيلية قد انسحبت من لبنان، طالب إسرائيل بإكمال انسحابها دون مزيد من التأخير. ذهب القرار إلى إدانة جميع الهجمات من كلا الطرفين على قوة حفظ السلام، وطالب باحترام القوة. واعتمد القرار بأغلبية 12 صوتاً مقابل لا شيء؛ تشيكوسلوفاكيا و‌الاتحاد السوفيتي امتنعا عن التصويت في حين لم تشارك جمهورية الصين الشعبية في التصويت. |
| قرار مجلس الأمن التابع للأمم المتحدة رقم 434 | سبتمبر 18, 1978 | الصراع الإسرائيلي اللبناني        | قرار مجلس الأمن التابع للأمم المتحدة رقم 434، الذي اعتمد في 18 سبتمبر 1978، أشار المجلس بقلق إلى حقيقة أن قوة الأمم المتحدة المؤقتة لا تستطيع العمل بحرية في جميع أنحاء المنطقة، بينما أعرب عن حزنه لفقدان بعض أعضائها. لذلك واستجابة لطلب الحكومة اللبنانية فإن المجلس قرر: (أ) تجديد ولاية قوة الأمم المتحدة المؤقتة لمدة أربعة أشهر حتى 19 كانون الثاني (يناير) 1979؛ (ب) دعا إسرائيل ولبنان وغيرهما إلى تنفيذ القرارات السابقة؛ (ج) طلب من الأمين العام أن يقدم تقريراً خلال شهرين عن التقدم المحرز في تنفيذ القرار. تم اعتماد القرار بأغلبية 12 صوتًا، بينما امتنعت تشيكوسلوفاكيا والاتحاد السوفيتي، ولم تشارك الصين. |
| قرار مجلس الأمن التابع للأمم المتحدة رقم 436 | أكتوبر 6, 1978  | لبنان                             | قرار مجلس الأمن التابع للأمم المتحدة رقم 436، الذي اتخذ بالإجماع في 6 أكتوبر 1978، بعد أن أشار المجلس إلى تدهور الأوضاع في لبنان وبحزن عميق إزاء الخسائر في الأرواح في البلاد، ودعا المجلس جميع الأطراف المشاركة في القتال إلى نهاية أعمال العنف والالتزام بوقف إطلاق النار. |
| قرار مجلس الأمن التابع للأمم المتحدة رقم 444 | يناير 19, 1978  | الصراع الإسرائيلي اللبناني        | |
| قرار مجلس الأمن التابع للأمم المتحدة رقم 450 | يونيو 14, 1979  | الصراع الإسرائيلي اللبناني        | |
| قرار مجلس الأمن التابع للأمم المتحدة رقم 459 | ديسمبر 19, 1979 | الصراع الإسرائيلي اللبناني        | |
| قرار مجلس الأمن التابع للأمم المتحدة رقم 467 | أبريل 24, 1980  | الصراع الإسرائيلي اللبناني        | قرار مجلس الأمن التابع للأمم المتحدة رقم 467، الذي اعتمد في 24 أبريل 1980، بعد إطلاعه على تقرير الأمين العام وإذ يشير إلى القرارات 425 (1978)، 426 (1978)، 427 (1978)، 434 (1978)، 444 (1979)، 450 (1979) و459 (1979)، أعاد المجلس التأكيد على القرارات السالفة الذكر التي تُفصل ولاية قوة الأمم المتحدة المؤقتة في لبنان (اليونيفيل) وأدان جميع الأعمال المخالفة للقرارات.[1] وأخيرًا، دعا القرار إلى عقد اجتماع للجان الهدنة المختلطة، وطلب إلى الأمين العام أن يرصد التقدم الذي تحرزه اللجان ووقف الأعمال العدائية. ومضى المجلس إلى إدانة التدخل العسكري لإسرائيل في لبنان، وجميع أعمال العدوان في انتهاك لاتفاق الهدنة العامة وتجاه القوة، لا سيما بعد قصف مقرها. وفي ضوء ذلك، أشاد القرار بالقوة المؤقتة لممارستها ضبط النفس وذكرها بأنها يمكن أن تستخدم الدفاع عن النفس بموجب أحكام معينة من ولايتها. اعتمد القرار بأغلبية 12 صوتًا مقابل لا شيء و‌امتناع ألمانيا الشرقية، و‌الاتحاد السوفيتي والولايات المتحدة عن التصويت. |
| قرار مجلس الأمن التابع للأمم المتحدة رقم 474 | يونيو 17, 1980  | الصراع الإسرائيلي اللبناني        | |
| قرار مجلس الأمن التابع للأمم المتحدة رقم 481 | نوفمبر 26, 1980 | إسرائيل–الجمهورية العربية السورية | |
| قرار مجلس الأمن التابع للأمم المتحدة رقم 483 | ديسمبر 18, 1980 | الصراع الإسرائيلي اللبناني        | |
| قرار مجلس الأمن التابع للأمم المتحدة رقم 488 | يونيو 19, 1981  | الصراع الإسرائيلي اللبناني        | |
| قرار مجلس الأمن التابع للأمم المتحدة رقم 490 | يوليو 21, 1981  | لبنان                             | اعتمد قرار مجلس الأمن التابع للأمم المتحدة رقم 490 بالإجماع في 21 يوليو 1981، بعد أن أحاط علمًا بتقرير الأمين العام.[1] ودعا المجلس إلى وقف فوري للهجمات التي تشنها إسرائيل على لبنان. ومضى المجلس إلى مطالبة إسرائيل باحترام السلامة الإقليمية للبنان، وطلب إلى الأمين العام أن يقدم تقريرًا عن الحالة في غضون 48 ساعة. |
| قرار مجلس الأمن التابع للأمم المتحدة رقم 498 | ديسمبر 21, 1981 | الصراع الإسرائيلي اللبناني        | |
| قرار مجلس الأمن التابع للأمم المتحدة رقم 501 | فبراير 25, 1982 | الصراع الإسرائيلي اللبناني        | |
| قرار مجلس الأمن التابع للأمم المتحدة رقم 508 | يونيو 5, 1982   | الصراع الإسرائيلي اللبناني        | |
| قرار مجلس الأمن التابع للأمم المتحدة رقم 509 | يونيو 6, 1982   | الصراع الإسرائيلي اللبناني        | |
| قرار مجلس الأمن التابع للأمم المتحدة رقم 511 | يونيو 18, 1982  | الصراع الإسرائيلي اللبناني        | |
| قرار مجلس الأمن التابع للأمم المتحدة رقم 512 | يونيو 19, 1982  | لبنان                             | قرار مجلس الأمن التابع للأمم المتحدة رقم 512، الذي اعتمد بالإجماع في 19 يونيو 1982، بعد الإشارة إلى القرارين 508 (1982) و509 (1982) وإذ يعيد تأكيداتفاقيات جنيف، ذكر جميع الأطراف المتورطة في الصراع في لبنان باحترام حقوق السكان المدنيين بالسماح بالتوزيع المجاني للمعونة المقدمة من وكالات الأمم المتحدة و‌اللجنة الدولية للصليب الأحمر.[1] ودعا القرار أيضًا الدول الأعضاء إلى تقديم المساعدة لهذا البلد، فضلًا عن تذكير الدول الأعضاء بالمسؤوليات الإنسانية لوكالات الأمم المتحدة ذات الصلة. وأخيرًا، طلب المجلس مساعدة الأمين العام في الحالة، وتقديم تقرير عن التطورات المتعلقة بتنفيذ القرار. |
| قرار مجلس الأمن التابع للأمم المتحدة رقم 513 | يوليو 4, 1982   | لبنان                             | |
| قرار مجلس الأمن التابع للأمم المتحدة رقم 515 | يوليو 29, 1982  | لبنان                             | قرار مجلس الأمن التابع للأمم المتحدة رقم 515، الذي اعتمد في 29 يوليو 1982، بعد الإشارة إلى القرارات 512 (1982)، 513 (1982) و‌اتفاقيات جنيف، طالب المجلس إسرائيل برفع الحصار عن بيروت، عاصمة لبنان، للسماح بتقديم معونة عاجلة للسكان المدنيين هناك. وطلب أيضًا إلى الأمين العام أن يحيل نص القرار إلى حكومة إسرائيل وأن يرصد تنفيذ القرار 515. وقد صدر القرار بإغلبية 14 صوتًا مقابل لا شيء؛ ولم تشارك الولايات المتحدة في التصويت. ولم تنفذ إسرائيل القرار. |
| قرار مجلس الأمن التابع للأمم المتحدة رقم 516 | أغسطس 1, 1982   | الصراع الإسرائيلي اللبناني        | |
| قرار مجلس الأمن التابع للأمم المتحدة رقم 517 | أغسطس 4, 1982   | الصراع الإسرائيلي اللبناني        | قرار مجلس الأمن التابع للأمم المتحدة رقم 517، الذي اعتمد في 4 آب / أغسطس 1982، بعد الإشارة إلى القرارات 508 (1982)، 509 (1982)، 512 (1982)،513 (1982)، 515 (1982) و‌516 (1982)، وطالب المجلس مرة أخرى بوقف فوري للأنشطة العسكرية بين إسرائيل و‌لبنان، وانسحاب القوات الإسرائيلية من الأراضي اللبنانية.[1] ثم أحاط القرار علمًا بقرار منظمة التحرير الفلسطينية بنقل قواتها من بيروت، وطلب إلى الأمين العام أن يقدم تقريرًا عن الحالة في موعد لا يتجاوز 1000 ساعة (م.ز.ش). واعتمد القرار بأغلبية 14 صوتًا مقابل لا شيء، مع امتناع الولايات المتحدة عن التصويت. |
| قرار مجلس الأمن التابع للأمم المتحدة رقم 518 | أغسطس 12, 1982  | الصراع الإسرائيلي اللبناني        | |
| قرار مجلس الأمن التابع للأمم المتحدة رقم 519 | أغسطس 17, 1982  | الصراع الإسرائيلي اللبناني        | |
| قرار مجلس الأمن التابع للأمم المتحدة رقم 520 | سبتمبر 17, 1982 | الصراع الإسرائيلي اللبناني        | |
| قرار مجلس الأمن التابع للأمم المتحدة رقم 521 | سبتمبر 19, 1982 | الصراع الإسرائيلي اللبناني        | قرار مجلس الأمن التابع للأمم المتحدة رقم 521، الذي اعتمد بالإجماع في 19 سبتمبر 1982، بعد إدانته للمذبحة التي تعرض لها الفلسطينيون في بيروت، لبنان، من جانب ميليشيا القوات اللبنانية، أعاد تأكيد القرارين 512 (1982) و513 (1982) اللذين يطالبان باحترام حقوق السكان المدنيين دون أي تمييز، وينبذان جميع أعمال العنف ضد السكان.[1] واستمر القرار بالسماح للأمين العام بزيادة عدد مراقبي الأمم المتحدة في بيروت وما حولها من 10 إلى 50 مراقبًا، ويصر على عدم التدخل في نشر المراقبين وعلى أنهم يتمتعون بحرية الحركة الكاملة. وطلب أيضًا إلى الأمين العام، كمسألة ملحة، الشروع في إجراء المشاورات المناسبة ولا سيما المشاورات مع حكومة لبنان بشأن الخطوات الإضافية التي قد يتخذها المجلس، بما في ذلك إمكانية نشر قوات الأمم المتحدة، لمساعدة تلك الحكومة في ضمان الحماية الكاملة للسكان المدنيين في بيروت وحولها. وأخيرًا، ذكر القرار 521 الدول الأعضاء بقبول وتنفيذ القرارات الصادرة عن المجلس بموجب المادة 25 من ميثاق الأمم المتحدة وطلب إلى الأمين العام أن يقدم تقريرًا إلى المجلس في غضون ثمان وأربعين ساعة عن التطورات في المنطقة. |
| قرار مجلس الأمن التابع للأمم المتحدة رقم 523 | أكتوبر 18, 1982 | الصراع الإسرائيلي اللبناني        | |